# 아테나의 부엉이

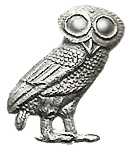
미네르바의 부엉이

아테나의 부엉이(영어: Owl of Athena) 또는 미네르바의 부엉이(영어: Owl of Minerva)는 로마 신화에서 미네르바와 항상 함께 다니는 신조(神鳥)인 부엉이를 말하는데 지혜의 상징이다. 19세기 독일의 철학자 게오르크 빌헬름 프리드리히 헤겔은 그의 저서 《법철학》(Grundlinien der Philosophie des Rechts, 1820년) 서문에 "미네르바의 부엉이는 황혼이 저물어야 그 날개를 편다"라는 유명한 경구를 남겼다.
원래 미네르바의 신조는 까마귀였다. 오비디우스의 《변신이야기》 제2권 6장에 따르면 까마귀는 미네르바의 비밀을 누설한 죄를 짓고 신조의 자리를 부엉이에게 내주었다고 한다. 그 부엉이는 원래 레스보스 섬의 뉘티메네였는데, 전설에 따르면 자신의 아버지와의 통정의 죄로 인해 부엉이가 되었으며, 이 사실에 대한 부끄러움으로 사람들의 눈이 있는 낮에는 웅크리고 있다가 밤이 되어서야 활동한다고 한다.
헤겔이 《법철학》에서 미네르바의 부엉이를 언급한 것은 미네르바의 부엉이(즉, 지혜 또는 철학)가 낮이 지나고 밤에 그 날개를 펴는 것처럼, 철학은 앞날을 미리 예측하는 것이 아니라 이미 이루어진 역사적 조건이 지나간 이후에야 그 뜻이 분명해진다는 의미이다.

## 같이 보기
- 게오르크 빌헬름 프리드리히 헤겔
- 미네르바
- 로마 신화